# 索默兰
索默兰（德語：Sommerland）是德国石勒苏益格－荷尔斯泰因州的一个市镇。总面积18.75平方公里，总人口813人，其中男性418人，女性395人（2011年12月31日），人口密度43人/平方公里。